# Vincenzo D’Addario
Vincenzo D’Addario (ur. 8 maja 1942 w Pianelli, zm. 1 grudnia 2005 w Teramo) – włoski duchowny katolicki, arcybiskup ad personam, biskup Teramo-Atri w latach 2002–2005.

## Życiorys
Święcenia kapłańskie przyjął 26 czerwca 1966 i został inkardynowany do diecezji Penne e Pescara. Był m.in. duszpasterzem młodzieży, sekretarzem biskupim, proboszczem parafii w Pescarze, a także prowikariuszem, a następnie wikariuszem generalnym diecezji.
W kwietniu 1986 Jan Paweł II mianował go biskupem-koadiutorem Ascoli Satriano e Cerignola; sakrę biskupią D’Addario odebrał 5 czerwca 1986 z rąk kardynała Bernardina Gantina (współkonsekratorami byli arcybiskupi Antonio Iannucci i Antonio Valentini). W kwietniu 1987 po rezygnacji Mario Di Lieto został biskupem ordynariuszem Ascoli Satriano e Cerignola.
W czerwcu 1990 został promowany na arcybiskupa Manfredonia-Vieste; w sierpniu 2002 przeniesiony na stolicę biskupią Teramo-Atri, zachował personalny tytuł arcybiskupa.
Zmarł 1 grudnia 2005 w swojej rezydencji na atak serca.